# 9278 Matera
9278 Matera este o planetă minoră (asteroid), cu un diametru de 12,168 km, din centura de asteroizi. A fost descoperită pe 7 martie 1981 la Observatorul La Silla de Henri Debehogne. 
Obiectul prezintă o orbită caracterizată de o semiaxă mare de 3,1677251 UAi, o excentricitate de 0,16, o înclinație de 2,34346 ° în raport cu ecliptica.